# Johann Leopold Köffiller
Johann Leopold Köffiller, auch Köffiler, ab 1767 Edler von Köffiller, ab 1773 Ritter von Köffiller (* 1743 in Brünn; † 17. September 1814 ebenda) war ein österreichischer Bankier, Textilunternehmer und Beamter. Er gilt als Begründer der Brünner Textilindustrie.

## Leben
Köffiller entstammte einer angesehenen Brünner Bürgerfamilie. Sein Vater war der aus dem kärntnischen „St. Pattermann“ stammende Johann Michael Köffiller († 1756), dessen Wechsel- und Bankhaus sich im Haus „Zur Goldenen Kugel“ (späteres Palais Klein) am Großen Markt in Brünn befand. Der Vormund Paul Kofler beaufsichtigte Köffillers Ausbildung im Handelsgeschäft der Familie. In den Jahren 1761 bis 1763 war Köffiller als Volontär in einer Prager Wechselstube tätig und begab sich anschließend auf eine Kavalierstour durch Europa. Danach war er als Wechselnegociant tätig. 1767 erwarb Köffiller das Brünner Bürgerrecht, zugleich erhielt er die Verfügungsgewalt über das von seinem Vater hinterlassene Vermögen. Im selben Jahre wurde er auch in den österreichischen Adelsstand erhoben.
1768 pachtete Köffiller eine verrufene ärarische Tuchfabrik auf der Großen Neugasse vor den Toren seiner Heimatstadt mit 30 Webstühlen und eine Plüschfabrik. Hinter der Tuchfabrik begann Köffiller mit der Errichtung der Arbeitersiedlung Schmalka. Trotz mehrfacher Vorschussunterstützungen durch Kaiser Joseph II. lief das Geschäft schlecht und bereits 1770 ließ Köffiller die Plüschfabrik stilllegen. Um die Qualität seiner Produkte zu verbessern, bestellte Köffiller den Augsburger Johann Bartholomäus Seitter zum Direktor. Seitter warb in den deutschen Textilzentren Tuchfachleute an. Dazu gehörten u. a. Johann Heinrich Offermann und Wilhelm Mundy aus Montjoie sowie Johann Grave, Heinrich Hopf aus Balingen, Johann Gottfried Bräunlich aus Weida, Johann Christian Gloxin aus der Uckermark und Paul Turetschek, von denen einige nach kurzer Zeit eigene Unternehmungen gründeten. Am 22. Oktober 1773 erfolgte die Erhebung Köffillers und seines Bruders Carl, Postmeister in Pohrlitz, in den Ritterstand.
Am 13. September 1781 besuchte Kaiser Joseph II. die Köffillersche Fabrik. Da seine Arbeiter zum großen Teil protestantisch waren, setzten sich Köffiller und Seitter dabei für die Bewilligung zur Gründung einer evangelischen Kirchgemeinde ein. Es wird angenommen, dass dieses Gespräch ausschlaggebend für die exakt einen Monat danach erfolgte Verkündigung des Toleranzpatents gewesen sein könnte. Nach der Gründung der evangelischen Gemeinde im Jahre 1782 unterstützte der Katholik und Freimaurer diese mehrfach finanziell für den Bau eines Bethauses.
Auf Grund der Ausbeutung der Weber kam es 1785 zu einem ersten Streik. Im Jahre 1786 wurden in der Köffillerschen Fabrik bereits 120 Webstühle betrieben und, vorwiegend im Verlagssystem, für Köffiller waren über tausend Beschäftigte tätig. Die Tuche hatten ihren schlechten Ruf überwunden und wurden u. a. nach Italien, Russland und in den Nahen Osten exportiert. Nachdem Köffiller 1787 auf seine Verantwortlichkeiten verzichtet hatte und lediglich als Kapitaleigner in Erscheinung trat, setzte der Niedergang des Unternehmens ein. Infolge des Russisch-Österreichischen Türkenkriegs und Anleihen von über 400 000 Gulden musste Köffiller 1789 den Konkurs erklären.
Köffiller pachtete 1788 die von ihm zuvor geschaffene mährische Judenverzehrungssteuer und fungierte nach ihrer Verstaatlichung zwischen 1794 und 1814 als deren Verwalter.
Die Fabrikgebäude einschließlich der Siedlung Schmalka wurden in den 1920er Jahren abgebrochen und an ihrer Stelle das Hotel Passage errichtet. Heute befindet sich dort das Hotel Slovan.
Zwischen 1867 und 1919 sowie 1939 und 1946 trug die Stará (Alte Gasse) in Zábrdovice ihm zu Ehren den Namen Köffillergasse (Köffilerova).